# Gottfried Biegelmeier
Gottfried Biegelmeier (* 19. Juli 1924 in Wien; † 8. Juli 2007 in Lunz am See) war ein österreichischer Physiker.

## Leben
Er studierte Physik an der Wiener Universität und promovierte 1949. Beruflich begann er bei Prüfstellen der österreichischen Elektrizitätswerke und im Wiener Arsenal.
Ab 1957 leitete er die Entwicklung der ehemaligen Firma Felten & Guilleaume, der heutigen Eaton Industries, in Schrems, wo er auch den Fehlerstrom-Schutzschalter und den Spannungsschutzschalter weiterentwickelte. Seine Spezialgebiete waren Schutztechnik und Schutzmaßnahmen.
In der Folge arbeitete er auf dem Gebiet der Elektropathologie, bei der er unter anderem Selbstversuche bei direkter Berührung von Spannung führenden Teilen durchführte. Bei seinen Studien erlangte er wertvolle Kenntnisse über Gefahrengrenzen beim Herzkammerflimmern.
Für seine Forschungen erhielt er zahlreiche in- und ausländische Ehrungen, wie 1978, als er den Berufstitel Professor erhielt oder 1993 das Ehrenkreuz für Wissenschaft und Kunst I. Klasse und den amerikanischen „IEEE-Power Life Award“.
In seinem Bestreben zur Sicherheit in der Elektrotechnik errichtete er die Gemeinnützige Privatstiftung Elektroschutz (ESF Vienna), die alle zwei bis drei Jahre an verdiente Persönlichkeiten die Alvensleben-Jellinek-Ehrenmedaille verleiht.
Am 8. Juli 2007 verstarb Biegelmeier kurz vor Vollendung seines 83. Lebensjahrs in Lunz am See.

## Werke
- Gottfried Biegelmeier, A. Mörx, H. Stärker; Elektroinstallation in Gebäuden Band I und II, Österreichischer Wirtschaftsverlag, 1990, 1994
- Gottfried Biegelmeier, A. Mörx; Schutz gegen gefährliche Körperströme und gegen Überspannungen, Österreichischer Gewerbeverlag, 1991
- Gottfried Biegelmeier, Gerhard Kiefer, Karl-Heinz Krefter: Schutz in elektrischen Anlagen Band 2 – Erdungen, Berechnung, Ausführung und Messung. VDE-Verlag, Berlin 1996, ISBN 3-8007-2049-3.
- Gottfried Biegelmeier, Gerhard Kiefer, Karl-Heinz Krefter: Schutz in elektrischen Anlagen Band 3 – Schutz gegen gefährliche Körperströme. VDE-Verlag, Berlin 1998, ISBN 3-8007-2050-7.
- Gottfried Biegelmeier: Wirkungen des elektrischen Stroms auf Menschen und Nutztiere. Lehrbuch der Elektropathologie. VDE-Verlag, Berlin 1986, ISBN 3-8007-1452-3.